# Pasaje Celedonio Escalada
Celedonio Escalada es el nombre de un paso a bajo nivel por debajo de las vías del Ferrocarril Mitre, entre los barrios Pichincha y Refinería de la ciudad de Rosario, Santa Fe, Argentina.

## Características
El pasaje mide 433 m de largo por 14 m de ancho entre muros y una profundidad máxima de 5 m. Une las avenidas Del Valle y Caseros pasando por debajo de 12 amplios viaductos de hierro.

## Historia
El sitio donde hoy se encuentra el pasaje existe desde los comienzos de la ciudad de Rosario, cuando era parte del camino a San Lorenzo.
Con la llegada del ferrocarril a la ciudad y la construcción de la estación Rosario Norte, el camino se convirtió en un paso a nivel.
En abril de 1873, a consecuencias de las protestas provocadas por el choque de una locomotora con una carreta, que produjo la muerte de un buey, al precario paso a nivel se le colocó una cadena a modo de barrera. A partir de allí, el lugar se comenzó a conocer como el paso de las cadenas.
A fines del siglo XIX, el por entonces Intendente de Rosario, Luis Lamas Freyre logró la construcción del paso a bajo nivel.
En abril de 1901 se da comienzo a los trabajos de excavación  del túnel por los presos de la cárcel de Rosario. La obra se inaugura en 1902.
Al inaugurarse estaba pavimentada con adoquines de granito y contaba con dos veredas de 2 m cada una. En 1968 la vereda oeste fue eliminada para ampliar el ancho de la calle.

## Toponimia
El nombre del pasaje recuerda a Celedonio Escalada (1762 – 1819), militar partícipe en las luchas por la independencia de Argentina, quien, en calidad de comandante de la Villa del Rosario, apoyó la campaña del Gral. San Martín que finalizó con el combate de San Lorenzo el 3 de febrero de 1813.
Se le impuso dicho nombre por ordenanza municipal del 3 de octubre de 1902.